# Colorado State Highway 139
Der Colorado State Highway 139 (kurz CO 139) ist ein in Nord-Süd-Richtung verlaufender State Highway im US-Bundesstaat Colorado.
Der State Highway beginnt an der Interstate 70 südlich von Loma und endet nach 116 Kilometern im Osten von Rangely am Colorado State Highway 64. In Loma trifft er auf die U.S. Highways 6 und 50. Auf etwa der Hälfte der Strecke überquert er die Bookcliff Mountains auf dem Douglas Pass. Der höchste Punkt der Straße befindet sich auf einer Höhe von 2520 Metern.